# Brillecourt
Brillecourt är en kommun i departementet Aube i regionen Grand Est (tidigare regionen Champagne-Ardenne) i nordöstra Frankrike. Kommunen ligger  i kantonen Ramerupt som ligger i arrondissementet Troyes. År 2022 hade Brillecourt 87 invånare.

## Befolkningsutveckling
Antalet invånare i kommunen Brillecourt
Referens: INSEE